# コラグラフィー
コラグラフィー（英語: Collagraphy）は、 1955年にグレン・アルプスによって導入された版画プロセスであり、材料が硬い基板（板紙や木材など）に適用される。この単語は、接着剤を意味するギリシャ語の koll または kolla と素描のアクティビティを意味する graph に由来する。
プレートは、凹版インク、ローラーまたはペイントブラシ、あるいはそれらの組み合わせでインクを塗ることができる。得られたコラージュにインクまたは顔料を塗布し、ボードを使用して、印刷機またはさまざまな手工具を使用して紙または別の素材に印刷を行う。結果として得られるプリントは、コラグラフと呼ばれる。コラグラフプレートの作成には、カーボランダム、アクリルテクスチャ媒体、サンドペーパー、テキスタイル、プチプチ、ひもまたはその他の繊維、カットカード、葉、草などの物質をすべて使用できる。場合によっては、葉をプレートの表面にこすりつけることにより、葉を色素源として使用することができる。
コラグラフプレートの高度にテクスチャ化された表面から生じるレリーフの深さと異なるインクによる技術により、さまざまな色調効果と鮮やかな色を実現する。コラグラフィーは非常にオープンな版画手法。レリーフ印刷用のブレイアーを使用してプレートの上面にインクを塗布するか、ボード全体にインクを塗布して上面から除去しても、オブジェクト間のスペースに残って凹版印刷を行うことができる。凹版とレリーフの両方の方法の組み合わせも採用することができる。印刷機は使用される場合と使用されない場合がある。